# Ballarat
Ballarat är en stad i delstaten Victoria i Australien. Den är Victorias största inlandsstad med 101 588 invånare och ligger ungefär 105 km nordväst om Melbourne. Ytan är på 740 km² med en bebyggd area på 75 km².
Man upptäckte guld nära Ballarat år 1851, och inflödet av över 10 000 guldgrävare på mindre än ett år förvandlade orten från en lantlig stad till Victorias största bosättning. Viktorianska guldrushen inträffade under 1850- och 1860-talen, under den tid då guld kunde extraheras direkt från marken. Stadens tillväxt saktades ner efter 1880-talet och Melbourne blev fort en viktigare stad. Ballarat har dock utvecklats till ett stort regionalt centrum och som turiststad. Staden har ett viktigt kulturarv från guldrusheran med många statyer, monument och stora parker.